# يوهانس سميث
جوهانس سميث (بالهولندية: Johannes Jacobus Smith )‏ (و. 1867 – 1947 م) هو عالم نبات، وبستاني هولندي، ولد في أنتويرب، توفي في أوخستخيست، عن عمر يناهز 80 عاماً.